# Polonia w Brazylii

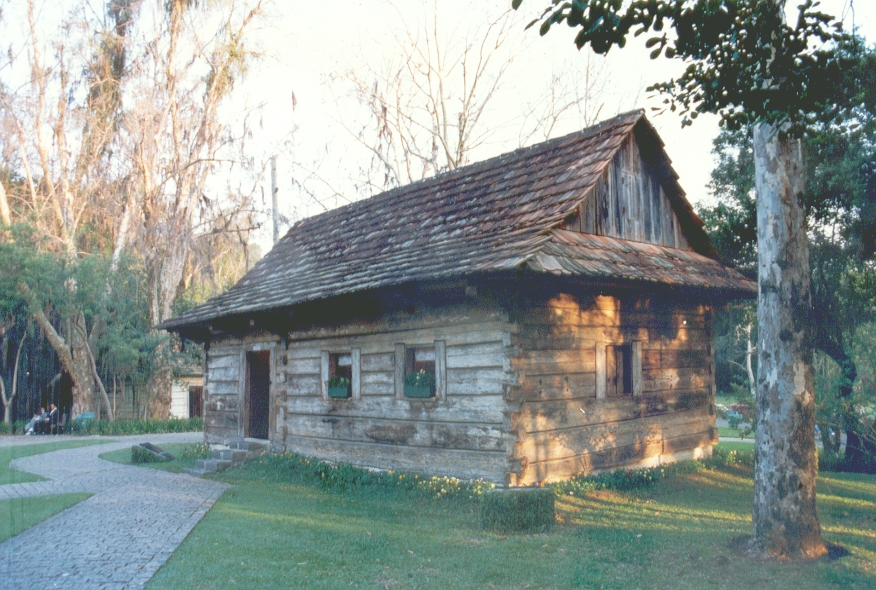
Kurytyba, Paraná

Polonia w Brazylii – Brazylijczycy polskiego pochodzenia. Według różnych źródeł ich szacunkowa liczba wynosi od 1.500.000 do 3.000.000.

## Historia Polonii

### Pierwsi mieszkańcy
Pierwsi polscy imigranci pojawili się w Brazylii już na początku drugiej połowy XIX wieku, jednakże pierwsze zorganizowane grupy pojawiły się w 1869 w stanach Santa Catarina i Parana, od 1875 zaś zaczęli przybywać do stanu Rio Grande do Sul. Jednym z przywódców polskiej społeczności był w tym czasie Edmund Saporski.
Jednakże największa fala imigrantów miała dopiero nadejść. W 1890 zaczyna się gorączka brazylijska. Do 1914 do Brazylii przybyło 104 196 osób pochodzących z ziem polskich. Uważa się ich za wychodźców, ponieważ emigrowali do Brazylii bez polskich dokumentów.

### Początki

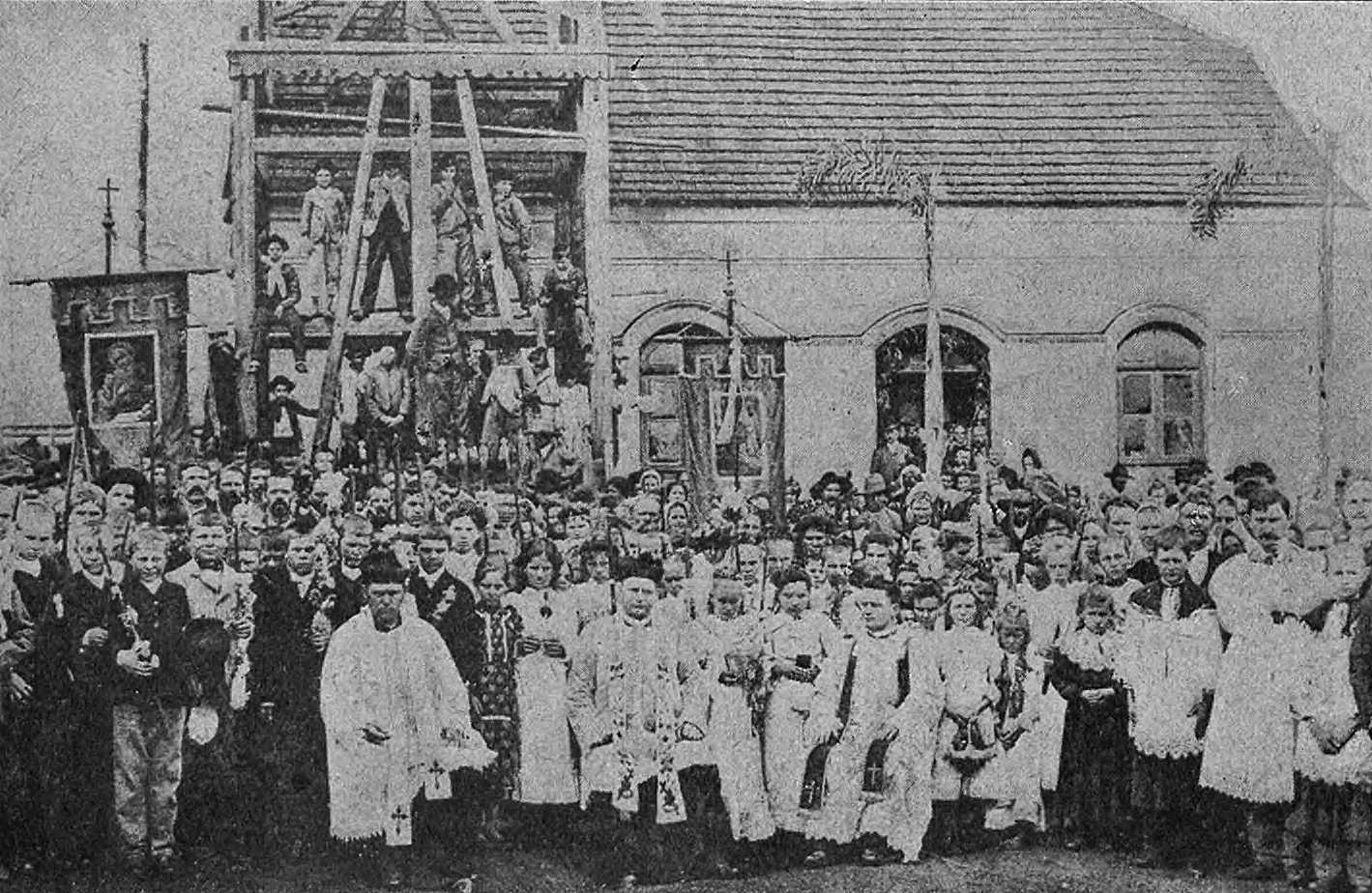
Polacy na mszy w Rio Grande do Sul

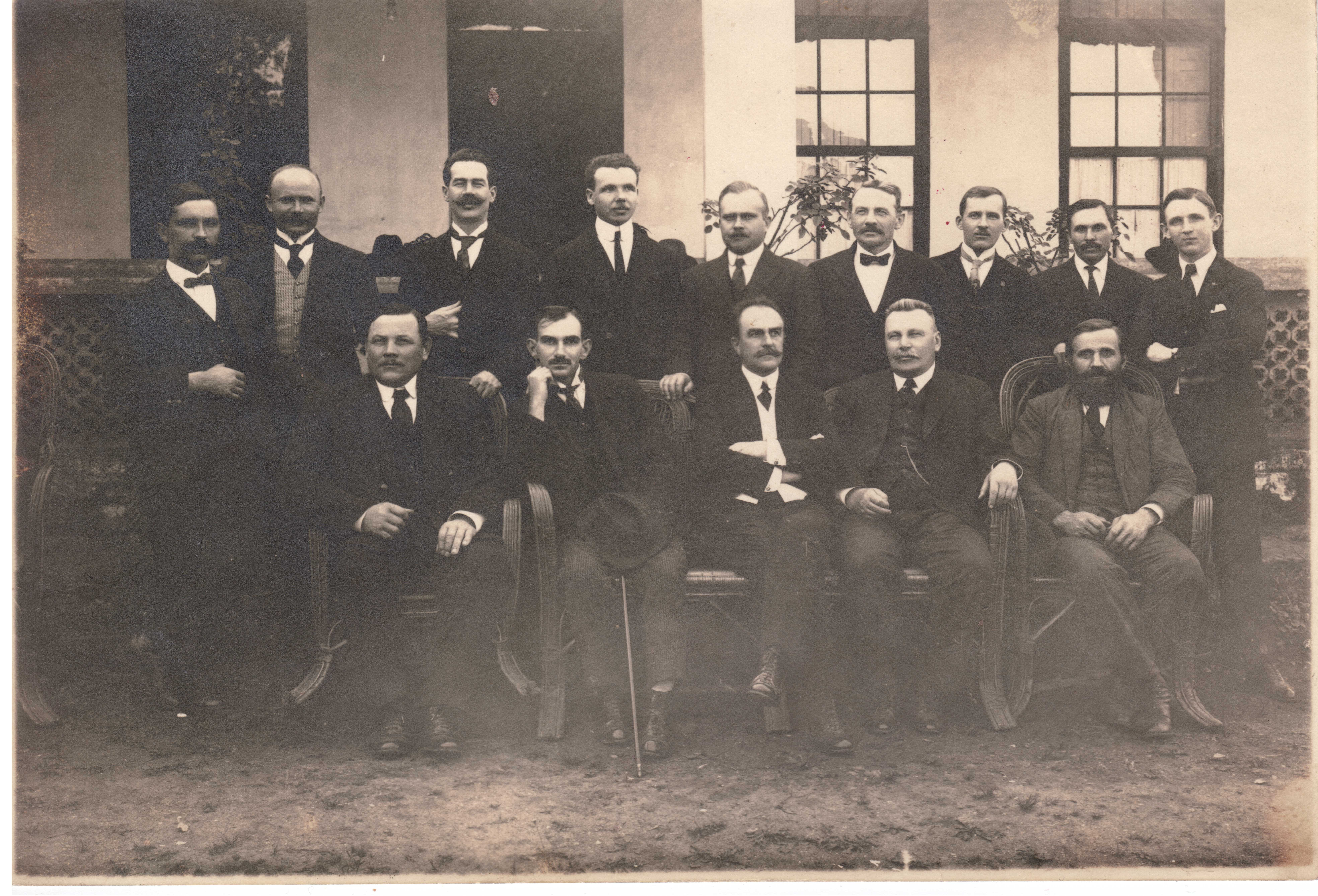
Komitet Obrony Narodowej w Kurytybie

Od samego początku polscy imigranci zakładali polskie osady, jak Orle, Warta, czy Nova Dantzig (dzisiejsze Cambé, tu jednak dominowali niemieckojęzyczni emigranci z Gdańska), organizowali się w lokalne społeczności, gdzie tworzyli szkoły, budowali kościoły. Z czasem zakładano grupy muzyczne, taneczne i teatralne. Społeczność żyła po polsku, powoli adaptując się do brazylijskości.
2 marca 1913 w Kurytybie powołano Komitet Obrony Narodowej (KON), który po rozpoczęciu I wojny światowej opowiedział się po stronie państw centralnych w nadziei na odbudowę Polski dzięki Austro-Węgrom. 5 października 1914 KON przyłączył się do krakowskiego Naczelnego Komitetu Narodowego. 7 kwietnia 1913 w Ponta Grossa utworzono Polską Komisję Wojskową, zaś w czerwcu 1916 w Porto Alegre Ligę Polską, które także popierały państwa centralne. Od 1917, zwłaszcza po zerwaniu w kwietniu 1917 stosunków dyplomatycznych między Brazylią a Niemcami, brazylijskie środowiska polonijne zaczęły w większym stopniu opowiadać się po stronie ententy. Na tej bazie 27 czerwca 1917 w Rio de Janeiro powołano Komitet Narodowy Polski, który pomógł Henrykowi Abczyńskiemu zorganizować wyjazd ochotników do Francji. Osobne (choć we współpracy z KNP) działania prowadził Polski Komitet Centralny (PKC) założony w Kurytybie. Z Brazylii udało się do Europy wysłać ok. 300–500 polskich ochotników. 6 grudnia 1917 władze brazylijskie uznały istnienie narodowości polskiej. 17 sierpnia 1918 rząd Brazylii poparł powstanie niepodległej Polski. W efekcie PKC uzyskał uprawnienia konsularne i był uznawany przez władze brazylijskie aż do powstania w 1919 Konsulatu Generalnego w Kurytybie.
Do 1938 emigranci zawierali małżeństwa głównie pomiędzy sobą, podstawowym językiem był język polski, a polskie tradycje i styl bycia kultywowany. W 1929 mieszkało w Brazylii ok. 230 tys. Polaków. Osiedlili się oni głównie w stanie Parana (120 tys.), w stanie Rio Grande do Sul (80 tys.), w stanie Santa Catarina (20 tys.) i w stanie São Paulo (5 tys.). Około 95% ogółu emigracji polskiej osiadło na roli, a pozostali reprezentowali ludność rzemieślniczo-robotniczą. Inteligencja stanowiła znikomy procent. W 1920 powstał związek polskich towarzystw Kultura, a rok później utworzono związek polskich szkół katolickich Oświata. Stowarzyszenia te zorganizowały szkolnictwo polskie, liczące 113 szkół, do których uczęszczało ok. 6 tys. dzieci. Ponadto działały związki nauczycielskie, zrzeszenia rolnicze i liczne organizacje sportowe, zgrupowane w Związku Towarzystw Sportowych. Polską prasę reprezentował bezpartyjny tygodnik „Gazeta Polska”, założony przez Karola Szulca w 1892 oraz pismo – również tygodnik – „Lud”. W okresie międzywojennym zaczęło wychodzić jeszcze kilka pism polonijnych, poświęconych głównie szerzeniu oświaty. Istniały również kluby sportowe takie jak SEF Junak Kurytyba i SE Sokół Porto Alegre. W Ponta Grossa powstała w 1930 pierwsza polskokatolicka parafia Polskiego Kościoła w Brazylii.
W okresie  presja na asymilację mniejszości narodowych metodami administracyjnymi doprowadziła do likwidacji szeregu także polskich szkół , organizacji i stowarzyszeń.

### Nacjonalizacja
W okresie Nowego Państwa w 1938 prezydent Getúlio Vargas rozpoczął proces nacjonalizacji. Zamykane były szkoły, w których językiem wykładowym był język inny niż portugalski (ze 179 zostało 49), zakazywano używać języków imigrantów w przestrzeni publicznej. Język polski zaczął być używany jedynie w przestrzeni domowej i w komunikacji ustnej.
Po wybuchu II wojny światowej organizowano zbiórki dla Wojska Polskiego i ofiar wojny oraz pomagano ochotnikom w wyjeździe do Europy (oficjalnie nie można było prowadzić zaciągu ze względu na neutralność Brazylii). 9 września 1939 w Rio de Janeiro powołano Centralny Komitet Pomocy Ofiarom Wojny w Polsce, a później także jego przedstawicielstwa regionalne. Do końca 1941 za pośrednictwem Brazylijskiego Czerwonego Krzyża zakupiono i przesłano 5500 kg żywności i odzieży (1100 paczek). Docierała ona do Polski oraz uchodźców w innych państwach. Po upadku Francji w lipcu 1940 do Brazylii zaczęli napływać także polscy uchodźcy.

### Okres powojenny
Po wojnie w Polsce spadło zainteresowanie sprawami Polonii, także brazylijskiej. W Brazylii Polska była postrzegana jako kraj zniszczony wojną, nie interesujący się diasporą. Przedstawiciele Polonii dalej tracili kontakt z Polską, zanikł zwyczaj czytania po polsku i zainteresowania biegiem wydarzeń w Polsce.

### Odrodzenie świadomości
1978 przyniósł zmiany, gdyż wybór polskiego papieża odrodził w Brazylijczykach polskiego pochodzenia zainteresowanie krajem. W tym okresie powstał w Polsce związek zawodowy Solidarność, dzięki czemu Polska pojawiła się w mediach.

### Emigranci dzisiaj

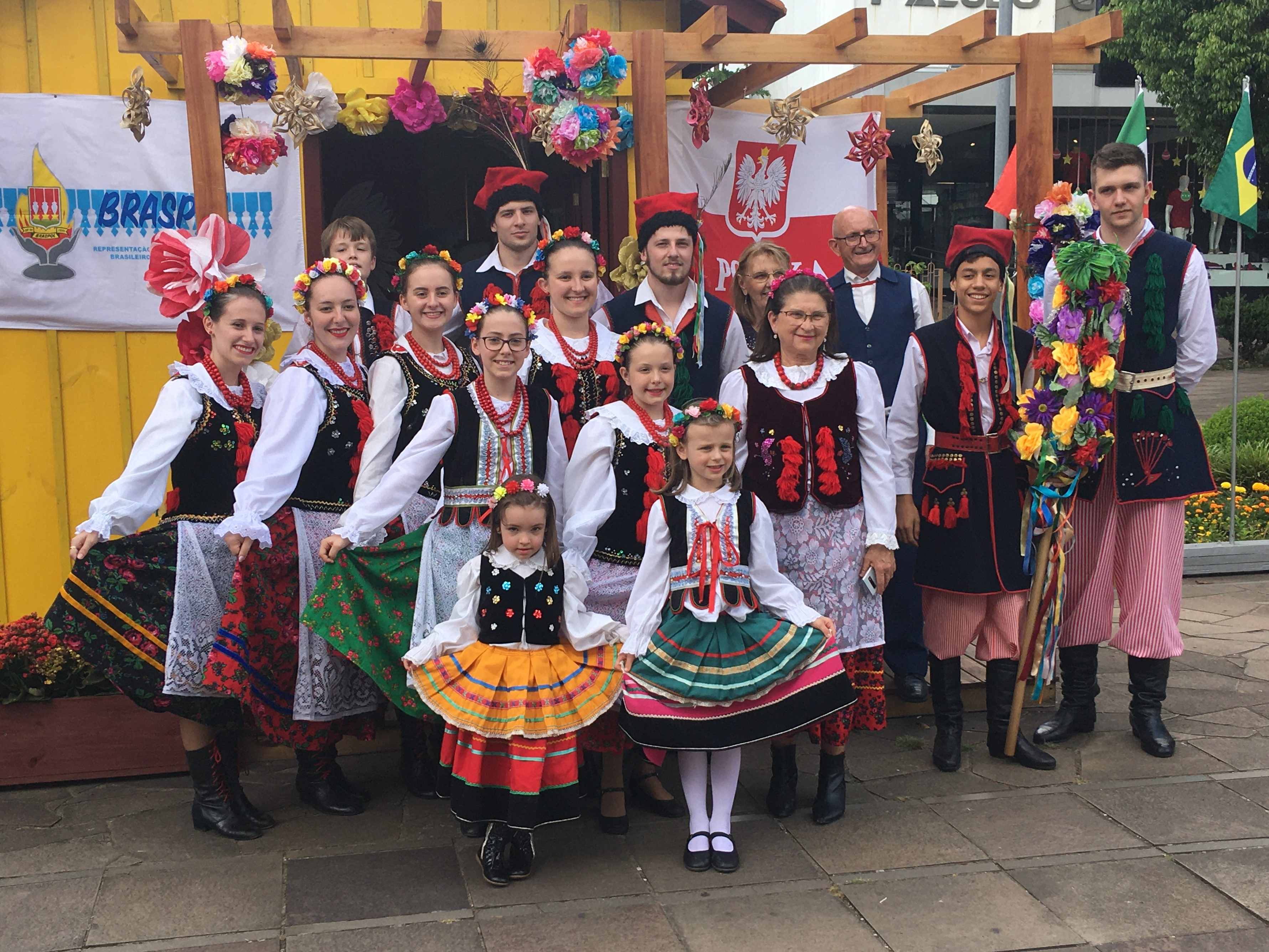
Zespół tańca ludowego „Kalina” - Carlos Barbosa 2019

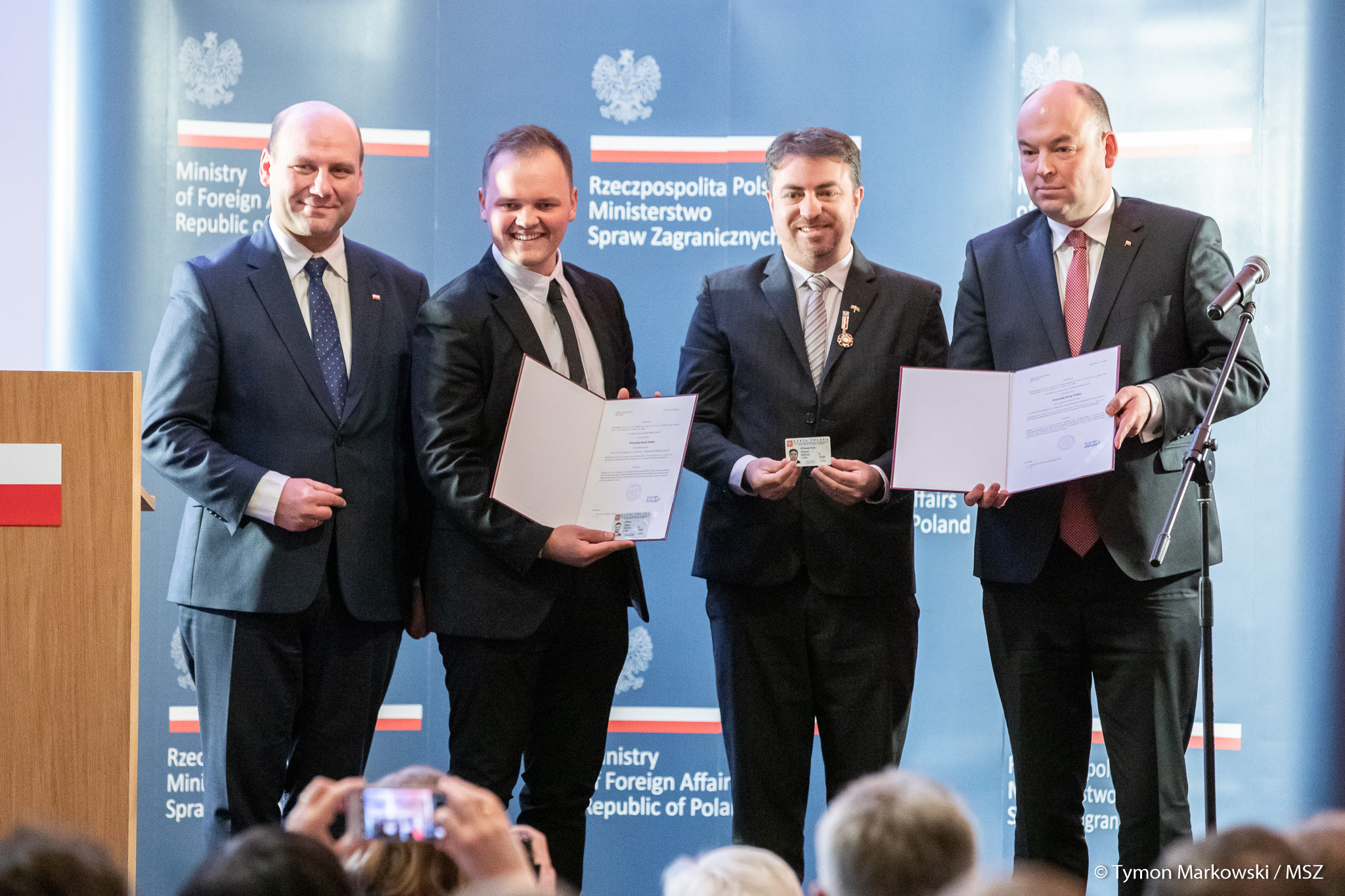
Lourival Araujo Filho, jako pierwszy przedstawiciel brazylijskiej Polonii, otrzymuje od Szymona Szynkowskiego vel Sęka oraz Jana Dziedziczaka Kartę Polaka, 2020

W 1990 powołany został Braspol – Centralna Reprezentacja Wspólnoty Brazylijsko-Polskiej w Brazylii, który ma za zadanie odrodzenie poczucia polskości w potomkach polskich emigrantów. Polskie społeczności zaczęły się organizować. Rozpoczęto promowanie odtwarzania polskich tradycji, obecnie odprawia się msze po polsku, powstają grupy taneczne i muzyczne, organizuje się spotkania pomiędzy Polakami z różnych regionów połączone z degustacją polskich potraw.
W 2022 dzięki staraniom Fabricio Vicroskiego (Wichrowskiego) i wsparciu BRASPOL – Centralnej Reprezentacji Wspólnoty Brazylijsko-Polskiej, Instytutu Języka Polskiego oraz Stowarzyszenia „Wspólnota Polska” język polski stał się językiem urzędowym w gminie Áurea. Niedługo później, polszczyzna stała się językiem pomocniczym w innych gminach, w tym Mallet w stanie Parana.
W 2024 roku w wyniku współpracy Katolickiego Uniwersytetu Lubelskiego i Papieskiego Uniwersytetu Katolickiego w Rio Grande do Sul powstało Centrum Badań nad Kulturą Polską im. Jana Pawła II w Porto Alegre.

## Brazylijczycy polskiego pochodzenia
- Alexandre Herchcovitch(inne języki)
- Paulo Leminski
- Jaime Lerner(inne języki)
- Maurício Waldman(inne języki)
- Edson Zwaricz
- Henrique de Curitiba
- Alessandra Ambrosio
- Xuxa
- Angélica Ksyvickis(inne języki)
- Filipe Luís Kasmirski
- Rudolf Komorek
- Emerson Fittipaldi
- Ricardo Lewandowski
- Francisco Lachowski
- Kazimierz Warchałowski
- Thiago Cionek
- Anna Bella Geiger
- Ulisses Iarochinski(inne języki)